# Rodeo del Medio
Rodeo del Medio è un distretto della provincia di Mendoza, in Argentina, situato nel dipartimento di Maipú.

## Storia
Nel territorio del distretto si combatté il 24 settembre 1841, nell'ambito delle guerre civili argentine, la battaglia di Rodeo del Medio tra un esercito unitario guidato da Gregorio Aráoz de Lamadrid e uno federale condotto da Ángel Pacheco. La battaglia si concluse con la completa vittoria di Pacheco.